# 小松正之
小松 正之（こまつ まさゆき、1953年 - ）は、日本の元官僚。岩手県陸前高田市生まれ。

## 来歴・人物
岩手県立盛岡第一高等学校、東北大学農学部水産学科卒業、イェール大学経営大学院修了（MBA取得）。2004年、博士（農学）（東京大学）取得。
在イタリア大使館一等書記官を経て、水産庁漁業交渉官として捕鯨を担当。2000年から資源管理部参事官、2002年8月1日から2005年まで漁場資源課長。元国際捕鯨委員会(IWC)日本代表代理、元国連食糧農業機関(FAO)水産委員会議長、元インド洋マグロ漁業委員会日本代表。2005年4月から水産総合研究センターに理事（開発調査担当）として出向。2007年12月3日水産庁増殖推進部付。辞職。現在、政策研究大学院大学教授。
- 1977年 - 1979年3月：水産庁入庁の後、200海里体制後の水産加工業原料対策、水産加工施策資金法（新設）、雇用対策、融資対策などに従事。
- 1979年4月 - 1982年6月：漁業白書の執筆、水産行政の見直し検討などを担当
- 1982年7月 - 1984年6月：米国イエール大学経営大学院にて財務学、会計学、企業組織論、経済学、オペレーション・リサーチなどを学び、経営学修士号(MBA)を取得。
- 1984年7月 - 1985年3月：海外漁業協力を担当。カメルーン、サントメ・プリンシペ、マレーシア、ブルネイ、及びアルゼンチンの途上国漁業発展を支援。
- 1985年4月 - 1988年6月：米国及びカナダなどとの漁業交渉などを担当。米国200海里水域に入域する日本漁船（日水、大洋漁業、日魯、極洋、宝幸など）の漁獲割当の確保のための交渉担当。日米加漁業条約に基づく日本のさけます漁船の米国200海里水域入域のための交渉と日米加漁業委員会年次会議のための対応。この間の昭和61年に海産哺乳動物混獲許可証取得のための米国商務省行政裁判所での証言と米政府との交渉、米国連邦裁判所での訴訟に参加。
- 1988年7月 - 1991年8月：FAO総会、理事会、農業委員会、林業委員会、水産委員会、熱帯林業開発委員会、動植物遺伝資源委員会などへの出席。FAO事務局との人事案件を含む各種の折衝。
- 1991年8月 - 2004年：IWC年次会合に連続出席。
- 1993年：IWC京都総会の招請に積極関与。
- 1994年：北西太平洋鯨類捕獲調査の開始を推進。
- 1995年：IWC財政運営委員会議長。南大洋鯨類捕獲調査の拡充を推進。FAO／日本政府主催、「食料安全保障のための漁業の持続的貢献に関する国際会議」（京都会議）の企画・立案と京都宣言及び行動計画の採択を推進。
- 1996年：4月、みなみまぐろ保存委員会第2図会合特別会合に参加（CCSBT会合に、初参加）、共同調査漁獲案を提示。
- 1997年：6月、第10回ワシントン条約締約国会議に参加（開催国ジンバブエ。日本がミンククジラなどのダウンリスティング提案を初めて行い、53の支持票を獲得）。12月、欧州議会にて捕鯨問題につき証言。
- 1998年：7月、ミナミマグロ調査漁獲の実施を推進。12月、日豪NZによるみなみまぐろ保存条約第16条協議に参加。
- 1999年：2月、FAO漁獲能力管理（遠洋マグロ延縄漁船の20 - 30%減船）の行動計画などの採択を推進。6月、第2回ミナミマグロ調査漁獲の推進に関与。7月、APEC漁業ワーキンググループ気仙沼ワークショップでの協調減船・便宜置籍船排除勧告の採択を推進。8月、ミナミマグロ国際海洋法裁判所（独ハンブルク）口頭審理のため日本代表団に証言者として参加。12月、インド洋まぐろ類委員会（IOTC）議長。
- 2000年：4月、第11回ワシントン条約締約国会議（ケニア、ナイロビ）に参加。5月、ミナミマグロ国連海洋法仲裁裁判所口頭弁論（ワシントンDC）の日本代表団に加わる。7月、北西太平洋鯨類捕獲調査の拡充（ニタリクジラ、マッコウクジラの追加）を推進。8月、中西部太平洋まぐろ漁業条約策定交渉（MHLC）に参加。11月、韓国がみなみまぐろ保存条約への加盟の意図を正式に表明。12月、IOTC京都総会議長を務める。IUU排除決議採択を推進。
- 2001年：1月、MHLC東京非公式会議議長を務める。2月、国連食糧農業機関（FAO）水産委員会議長を務める。IUU国際行動計画の採択及び報告書パラグラフ39（鯨類による捕食調査）の採択に貢献。5月、日豪NZ間のミナミマグロ紛争の事実上の解決に貢献。7月、第53回IWC年次総会（ロンドン）に参加。10月、みなみまぐろ保存委員会、台湾の加盟表明に貢献。12月、IOTCC議長。IUU排除決議の採択。メバチマグロの輸入規制採択。
- 2002年：5月、第54回IWC年次総会（下関）に参加。原住民生存捕鯨の捕獲枠設定をブロック。7月、北西太平洋鯨類捕獲調査の再拡充（イワシクジラの追加、ミンククジラ沿岸調査の追加）に貢献。9月、魚介類のダイオキシン蓄積量を魚種別・海域別に初めて広報することを推進。11月、イワシ、サバなどの資源の悪化状況を公表。ABC（生物学的許容漁獲量）とTAC（総漁獲許容量）の乖離を縮減すること（3 - 10倍から1.5倍へ）に貢献。有明海・八代海再生特別措置法の成立に関与。
- 2003年：3月、国際漁業資源の現状を公表。5月、山口県角島の北朝鮮の座礁船の撤去に貢献。6月、魚介類中の水銀蓄積量、魚種別摂取量及び接触指導の公表に参加。第55回IWC年次総会（ベルリン）に参加。9月、漁場油濁被害救済基金の寄付行為改訂に貢献。原因者特定の被害も新たに救済する制度に改善。11月、神奈川県及び横浜市が第25回豊かな海づくり大会を開催決定（公表）することを支援。「東京湾への放流」による東京湾再生への貢献。ABCとTACの乖離のさらなる縮小に貢献（1.20倍以下とする）。イワシ・サバの資源状況の理解や科学的評価に根ざしたTAC設定への理解普及に貢献。12月、沿岸漁業資源調査の充実（平成16年度予定）が平成16年度国家予算策定での大臣折衝の重点事項となり、政府原案に盛り込まれることに貢献。
- 2004年：7月、第56回IWC年次総会（ソレント）に参加。同年に東京大学で博士（農学）取得。学位論文「鯨類等の国際海洋水産資源の持続的利用に向けた日本の国際戦略と展望」。
- 2005年：4月、水産総合研究センターへ出向。理事。
- 2007年12月：水産庁を辞職。
- 2008年：政策研究大学院大学教授。

捕鯨条約、絶滅のおそれのある野生動植物の種の国際取引に関する条約（ワシントン条約）など国際条約関係に多く携わる。日本人の官僚としては珍しい国際会議でのタフネゴシエーターぶりは有名。とりわけ捕鯨問題に関しては、海洋漁業部遠洋漁業課の捕鯨班担当課長補佐、同課総括課長補佐、漁政部国際課漁業交渉官、漁政部参事官、増殖資源部漁場資源課長などと職権は次々と変わったが、人事権者からの指示により一貫して属人的に扱った。同問題はきわめて専門的領域であり、これに深く通暁していたことから、上司から与えられた事実上の職権を駆使し、捕獲頭数増、捕獲鯨種拡大などを起案し、これを国策として実現させた。鯨や鮪などの国際資源、および鰯、鯖などの沿岸資源の評価、またダイオキシンや水銀の蓄積、東京湾の再生事業や有明海、八代海の対策なども担当していた。
2005年3月に水産庁長官から「電話一本で」捕鯨問題から外されるとともに水産総合研究センターへの出向を命じられたが、「新職場に行ってはみたものの、何かに取り組もうとする漲った空気はおよそ感じられず」、結局自ら辞表を出して水産庁を去った。現在捕鯨問題を担当する成子隆英水産庁資源管理部遠洋課長は、水産庁在任中の小松の取り組みについて、「功罪半ば」と「罪」もあったと指摘している。これに対して小松本人は、自らの事実上の左遷人事を「低レベルな事勿れ主義」「だからこそ、むしろ問題は根深く、心配される」と批判するとともに、水産庁が「自分に責任を転嫁して逃げを図ろうとしている」として「憤りを募らせている」と報じられている。
水産総合研究センター理事就任以降も旺盛な講演活動と執筆活動を展開している。『これから食えなくなる魚』 では、現在の水産業が「民間なら倒産状態」「日本の食卓から魚が消える」と問題提起するとともに、より自由な立場から水産行政一般についても批判と提言を行なっている。
現在の日本の捕鯨外交に関しても、商業捕鯨再開という原理原則の追求を見失って反捕鯨国へ安易に妥協的な態度を取り、「一業界や日本鯨類研究所、共同船舶株式会社の組織の維持や、そこに再就職する役人などの天下り先の確保といった矮小な理由」や「自らの保身、組織の防衛を何よりも優先させて」いるものに墜していると強い警鐘を鳴らしている。

## ミンククジラは海のゴキブリ
（「ミンククジラは海のゴキブリだと私は信じている」
「なぜならミンククジラはとても多い。泳ぐ速度も（シロナガスクジラなど他の大型鯨に比べて）とても速いからだ」）
小松は2001年に、オーストラリア放送協会(ABC)のインタビューにおいて、ミンククジラを「海のゴキブリ」と喩えた。小松によれば、その内容は、（シロナガスクジラなど大型鯨に比べ、）多量に生息し繁殖力が強いミンククジラを、地球に多数存在し繁殖力が強いゴキブリに例えて、「海のゴキブリ」と呼んだところ、例えが悪かったのか、豪などの反捕鯨国に大きく攻撃された〔ママ〕と、2004年に回顧した。また、小松はこの件に関し、自身のコメントは的を射たもので、この発言で世界中（の人々）にミンククジラが豊富に存在する生物だという正しい情報が定着してよかった、とも述べた。その後、2010年に改めて、豪ABCテレビが、ミンククジラは海のゴキブリかと尋ね、小松はそうだという主旨を返答した。
New Scientistによれば日本の水産省 ("Japanese fisheries ministry") は後に小松のこの発言を拒絶した。The Economistによれば、日本の当局者らがこの発言を矮小化しようとしたにもかかわらず、この発言は2001年に捕鯨論争を激化させた。

## 著書
- 『クジラは食べていい』 （2000年、宝島社）
- 『くじら紛争の真実―その知られざる過去・現在、そして地球の未来』 （2001年、地球社）
- 『クジラと日本人―食べてこそ共存できる人間と海の関係』 （2002年、青春出版社）
- 『国際マグロ裁判』 （2002年、岩波書店）岩波新書
- 『クジラその歴史と科学』 （2003年、ごま書房）
- 『鯨類等の国際海洋水産資源の持続的利用に向けた日本の国際戦略と展望』 東京大学提出博士論文（農学）、2004年。【論文審査委員（肩書は審査当時のもの）：林良博（主査・東大教授）、会田勝美（東大教授）、黒倉壽（東大教授）、藤瀬良弘（東大客員助教授）、加藤秀弘（遠洋水産研究所鯨類生態研究部長）】審査要旨。
- 『The history and science of whales』 (2004年、Japan Times) ※ 上掲書の英語版（三崎滋子による英訳）
- 『江戸東京湾 くじらと散歩：東京湾から房総・三浦半島を訪ねて』 （2004年、ごま書房）
- 『よくわかるクジラ論争：捕鯨の未来をひらく』 （2005年、成山堂書店）
- 『クジラその歴史と文化』（2005年、ごま書房）
- 『日本人とクジラ』（ごま書房、2007年2月）
- 『これから食えなくなる魚』（幻冬舎新書、2007年5月）
- 『豊かな東京湾：甦れ江戸前の海と食文化』（雄山閣、2007年5月）
- 『さかなはいつまで食べられる：衰退する日本の水産業の驚愕すべき現状』（筑波書房、2007年8月）
- 『歴史と文化探訪 日本人とくじら』（ごま書房、2007年9月）
- 『宮本常一とクジラ』（雄山閣、2009年3月）
- 『劣勢を逆転する交渉力』（中経出版、2009年6月）
- 『世界クジラ戦争』（PHP研究所、2010年1月）
- 『どうなる鯨とさかな』（國民會館、2010年1月）
- 『日本の食卓から魚が消える日』（日本経済新聞出版社、2010年6月）
- 『東京湾再生計画：よみがえれ江戸前の魚たち』（尾上一明・望月賢二との共著、雄山閣、2010年9月）
- 『日本の鯨食文化：世界に誇るべき“究極の創意工夫”』（祥伝社、2011年6月）
- 『海は誰のものか：東日本大震災と水産業の新生プラン』（マガジンランド、2011年10月）
- 『なぜ日本にはリーダーがいなくなったのか？：真のリーダーと交渉力』（マガジンランド、2012年6月）
- 『Who Owns the Sea?』（ジャパンタイムズ、2012年7月）
- 『国際裁判で敗訴：日本の捕鯨外交』（マガジンランド、2015年7月）